# Ren Sato
Ren Sato (佐藤 蓮 Satō Ren?, Kanagawa, Japón; 5 de agosto de 2001) es un piloto de automovilismo japonés.
Actualmente compite en el Campeonato de Super Fórmula Japonesa con TCS Nakajima Racing.
Fue campeón del Campeonato de Japón de Fórmula 4 en 2019. Fue miembro del Equipo Júnior de Red Bull solo durante el año 2022.

## Carrera

### Fórmula 4
Sato hizo su debut en un monoplaza con Honda Formula Dream Project en el Campeonato de Japón de Fórmula 4 de 2018. Terminó séptimo en el campeonato con 58 puntos en su primera temporada. En 2019, Sato dominó el circuito japonés de F4 camino a su primer campeonato de carreras. 
Ganó 11 de las 14 carreras de la temporada, incluidas ocho victorias seguidas para finalizar la temporada, y terminó en el podio en todas menos una carrera. Sato se aseguró el campeonato de 2019 en la penúltima carrera en Sportsland Sugo y ganó el campeonato por 164 puntos.
Participó en la ronda del Campeonato Francés de F4 de 2019 en el Circuito de Nevers Magny-Cours como piloto invitado. En 2020, Sato, junto con Ayumu Iwasa, corrieron a tiempo completo en el Campeonato Francés de F4. Sato terminó la temporada subcampeón de la clasificación detrás de Iwasa, con cuatro victorias y 12 podios.

### Super Fórmula Lights
Sato regresaría al circuito japonés después de solo una temporada en Europa, compitiendo en el Super Fórmula Lights de 2021 con Toda Racing. Ganó cuatro de las últimas seis carreras de la temporada, incluida una barrida en la carrera de agosto en Motegi, para terminar el año tercero en el campeonato detrás del campeón Teppei Natori y el subcampeón Giuliano Alesi.

### Super Fórmula Japonesa
Sato participó en la prueba de fabricantes y novatos de la Súper Fórmula en el circuito de Suzuka del 7 al 9 de diciembre, conduciendo el auto número 15 del Team Goh. Sato terminó como el más rápido de cuatro novatos en el último día. El 14 de enero de 2022, Sato fue anunciado como piloto del Campeonato de Super Fórmula Japonesa para Honda. Se unió al Team Goh, que se separó del Team Mugen y formó un equipo de dos autos en 2022. Sato ganó los honores de Novato del Año por delante de su compañero de equipo, Atsushi Miyake, y registró su primer podio en Suzuka.

## Resumen de carrera
| Temporada | Categoría                            | Equipo                      | Carreras     | Victorias    | Poles        | VR           | Podios       | Puntos       | Pos.         |
| --------- | ------------------------------------ | --------------------------- | ------------ | ------------ | ------------ | ------------ | ------------ | ------------ | ------------ |
| 2018      | Campeonato de Japón de Fórmula 4     | Honda Formula Dream Project | 14           | 0            | 0            | 2            | 0            | 58           | 7.º          |
| 2019      | Campeonato de Japón de Fórmula 4     | Honda Formula Dream Project | 14           | 11           | 8            | 5            | 13           | 311          | 1.º          |
| 2019      | Campeonato Francés de F4             | FFSA Academy                | 3            | 0            | 0            | 0            | 0            | 0            | NC†          |
| 2020      | Campeonato Francés de F4             | FFSA Academy                | 21           | 4            | 2            | 6            | 12           | 257          | 2.º          |
| 2021      | Super GT Japonés - GT300             | Autobacs Racing Team Aguri  | 8            | 0            | 0            | 1            | 3            | 45           | 4.º          |
| 2021      | Super Fórmula Lights                 | Toda Racing                 | 17           | 5            | 4            | 6            | 9            | 92           | 3.º          |
| 2022      | Campeonato de Super Fórmula Japonesa | Team Goh                    | 10           | 0            | 0            | 1            | 1            | 25           | 12.º         |
| 2023      | Campeonato de Super Fórmula Japonesa | TCS Nakajima Racing         | 8            | 0            | 0            | 0            | 0            | 17.5         | 10.º         |
| 2024      | Campeonato de Super Fórmula Japonesa | PONOS Nakajima Racing       | 9            | 0            | 0            | 0            | 0            | 22           | 11.º         |
| 2025      | Campeonato de Super Fórmula Japonesa | PONOS Nakajima Racing       | Disputándose | Disputándose | Disputándose | Disputándose | Disputándose | Disputándose | Disputándose |
| Fuente:   |                                      |                             |              |              |              |              |              |              |              |

## Resultados

### Campeonato de Super Fórmula Japonesa
(Clave) (negrita indica pole position) (cursiva indica vuelta rápida)

| Año   | Escudería             | 1    | 2    | 3    | 4    | 5   | 6    | 7    | 8    | 9    | 10   | 11   | 12   | Pos. | Puntos | Ref.   |
| ----- | --------------------- | ---- | ---- | ---- | ---- | --- | ---- | ---- | ---- | ---- | ---- | ---- | ---- | ---- | ------ | ------ |
| 2022  | Team Goh              | FUJ1 | FUJ1 | SUZ1 | AUT  | SUG | FUJ2 | MOT  | MOT  | SUZ2 | SUZ2 |      |      | 12.º | 25     | [ 8 ]  |
| 2022  | Team Goh              | 9    | 13   | 10   | 17   | 16  | 6    | 12   | 7    | 3    | 19   |      |      | 12.º | 25     | [ 8 ]  |
| 2023  | TCS Nakajima Racing   | FUJ1 | FUJ1 | SUZ1 | AUT  | SUG | FUJ2 | MOT  | MOT  | SUZ2 | SUZ2 |      |      | 10.º | 17.5   | [ 9 ]  |
| 2023  | TCS Nakajima Racing   | 6    | 9    | DNS  | 7    | 12  | 5    | 16   | 16   | 10   | Ret  |      |      | 10.º | 17.5   | [ 9 ]  |
| 2024  | PONOS Nakajima Racing | SUZ1 | AUT  | SUG  | FUJ1 | MOT | FUJ2 | FUJ2 | SUZ2 | SUZ2 |      |      |      | 11.º | 22     | [ 10 ] |
| 2024  | PONOS Nakajima Racing | 5    | Ret  | 11   | 7    | 10  | 7    | DSQ  | Ret  | 5    |      |      |      | 11.º | 22     | [ 10 ] |
| 2025* | PONOS Nakajima Racing | SUZ1 | SUZ1 | MOT  | MOT  | AUT | FUJ1 | FUJ1 | SUG  | FUJ2 | FUJ2 | SUZ2 | SUZ2 | 8.º  | 30     | [ 11 ] |
| 2025* | PONOS Nakajima Racing | 3    | 6    | Ret  | 12   | 4   | 11   | 6    | Ret  |      |      |      |      | 8.º  | 30     | [ 11 ] |

- * Temporada en progreso.